# Burton Brothers
Burton Brothers (1866–1914) bylo jedno z nejdůležitějších fotografických studií z 19. století na Novém Zélandu a sídlilo v Dunedinu na Novém Zélandu. Bylo založeno Walterem Johnem Burtonem (1836–1880) v roce 1866 jako Velký fotografický salón a galerie a bylo umístěno v ulici Princes Street v Dunedinu.

## Historie
Burton byl členem prominentní rodiny tiskařů, knihařů a fotografů se sídlem v Derby, Anglie, jehož firmu (John Burton and Sons) založil jejich otec John Burton, a také jeho další bratři, Alfred Henry (1834-1914), Oliver (nar. 1841) a John William Burton (nar. 1845). V roce 1856 emigroval Alfred na Nový Zéland, kde zpočátku pracoval jako tiskař v Aucklandu a poté se přestěhoval do Sydney v roce 1859 a odtud zpět do Anglie v roce 1862.
V roce 1866 Walter následoval svého bratra a přestěhoval se s manželkou Helen do Dunedinu, tehdy prosperujícího kraje z nedávné zlaté horečky Otago Gold Rush, a založil fotografický podnik. Podnik se ukázal jako úspěšný, takže v roce 1868 Walter požádal svého bratra Alfreda, aby se k němu připojil. Alfred odcestoval na Nový Zéland s manželkou Lydií a dcerou Oonou a oba bratři vytvořili obchodní partnerství pod jménem Burton Brothers. Firma se ukázala jako velmi úspěšná, Alfred cestoval po celé zemi, aby fotografoval krajiny, zatímco jeho bratr Walter se soustředil na portrétování v Dunedinu. Firma se stala velmi úspěšnou, poskytovala jak studiové portrétní služby pro osadníky, tak obrazy novozélandských krajin a scény etnografického zájmu včetně portrétů Maorů, o které žádali turisté i cestovatelé přijíždějící na Nový Zéland a další sběratelé z celého světa. Obrazy byly prodávány jednotlivě jako tisky a pohlednice a také jako série v albech prostřednictvím agentů a distributorů.
Burton Brothers propagoval používání cestovních temných komor, zřídil speciální fotografickou dodávku, která byla postavena v roce 1869 a která sloužila jako mobilní temná komora a jako bezpečný způsob přepravy jejich těžkého a jemného vybavení.
Navzdory úspěchu partnerství skončila firma již v roce 1877, a to převážně osobními rozdíly způsobenými Walterovým těžkým pitím. K Alfredovi se přidal jeho mladší bratr John a zaměstnával další talentované fotografy, jako jsou George Moodie a Thomas Muir, zatímco Walter založil nezávislé studio. V roce 1880 Walter spáchal sebevraždu a John, smutný, se vrátil do Anglie. Alfred Burton pokračoval v obchodování s Moodie a Muirem jako se svými partnery až do důchodu v roce 1898. Zemřel v Dunedinu v roce 1914. Moodie a Muir pokračovali ve vedení firmy pod stejným názvem až do jejího konečného uzavření v roce 1916.
Zejména Alfred Burton je považován za jednoho z nejvýznamnějších fotografů Nového Zélandu z 19. století a jeho série obrazů Maorů na jihozápadě Severního ostrova má zásadní historický význam. Tato série Through the King Country with a camera: a photographers diary byla v roce 1885 vydávána v Otago Daily Times. Jeho velkolepé představy o Fiordlandu byly částečně odpovědné za novozélandskou vládu, která pojmenovala region jako národní park.
Během osmdesátých let Alfred hodně cestoval v jižním Pacifiku, fotografoval scény vesnického života na ostrovech Samoa, Fidži a Tonga. Rovněž v roce 1886 vytvořil řadu obrazů devastace způsobené erupcí hory Tarawera, když znovu fotografoval místa, která navštívil několik let před erupcí.
Mnoho děl Burton Brothers a většinu jejich původního vybavení shromáždil dunedinský fotograf a historik Hardwicke Knight a nyní jsou umístěny v muzeu Nového Zélandu Te Papa Tongarewa ve Wellingtonu.

## Galerie

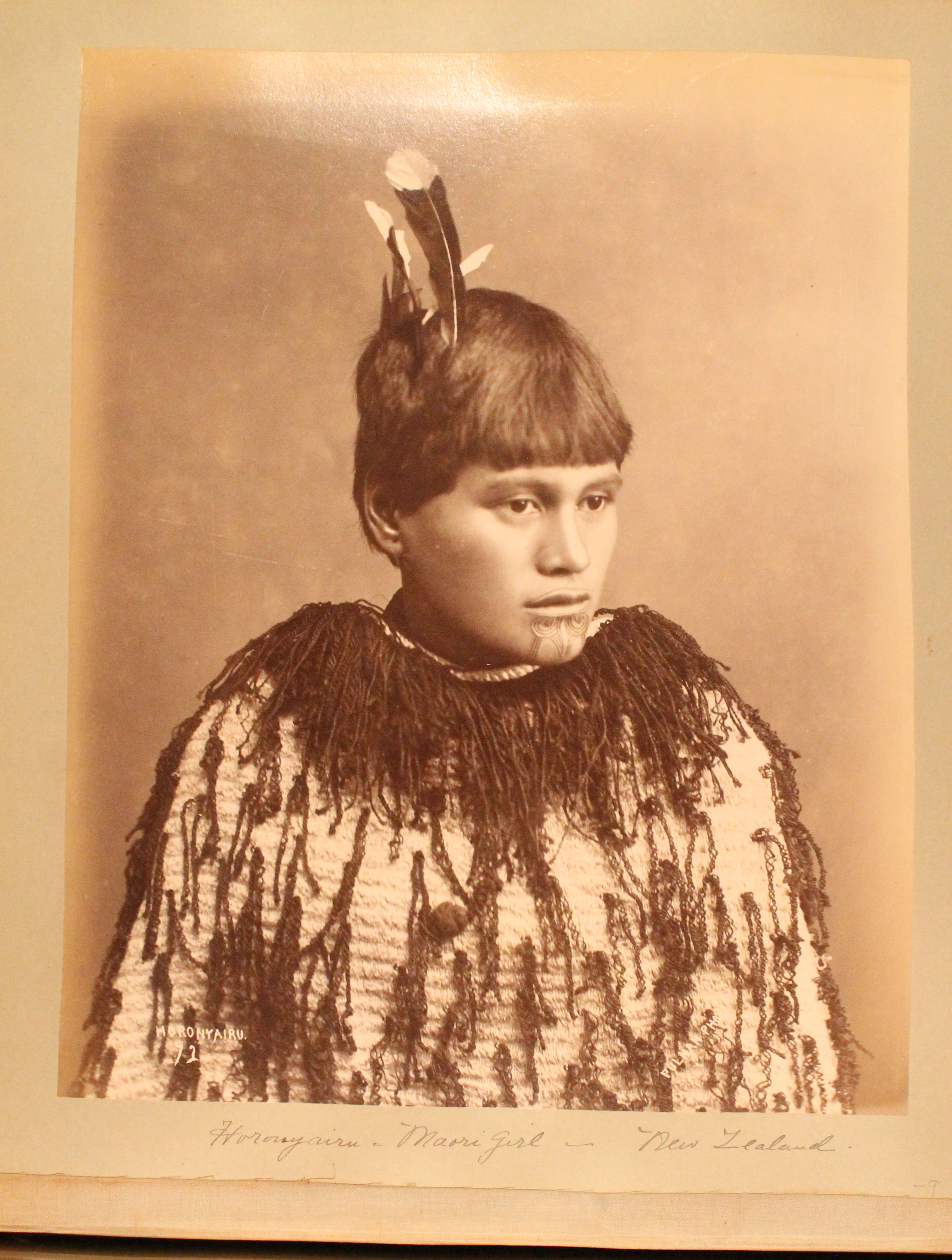
Maorská dívka, Horonyairu, poses against a plain background. She has short hair decorated with feathers and facial tattoos around
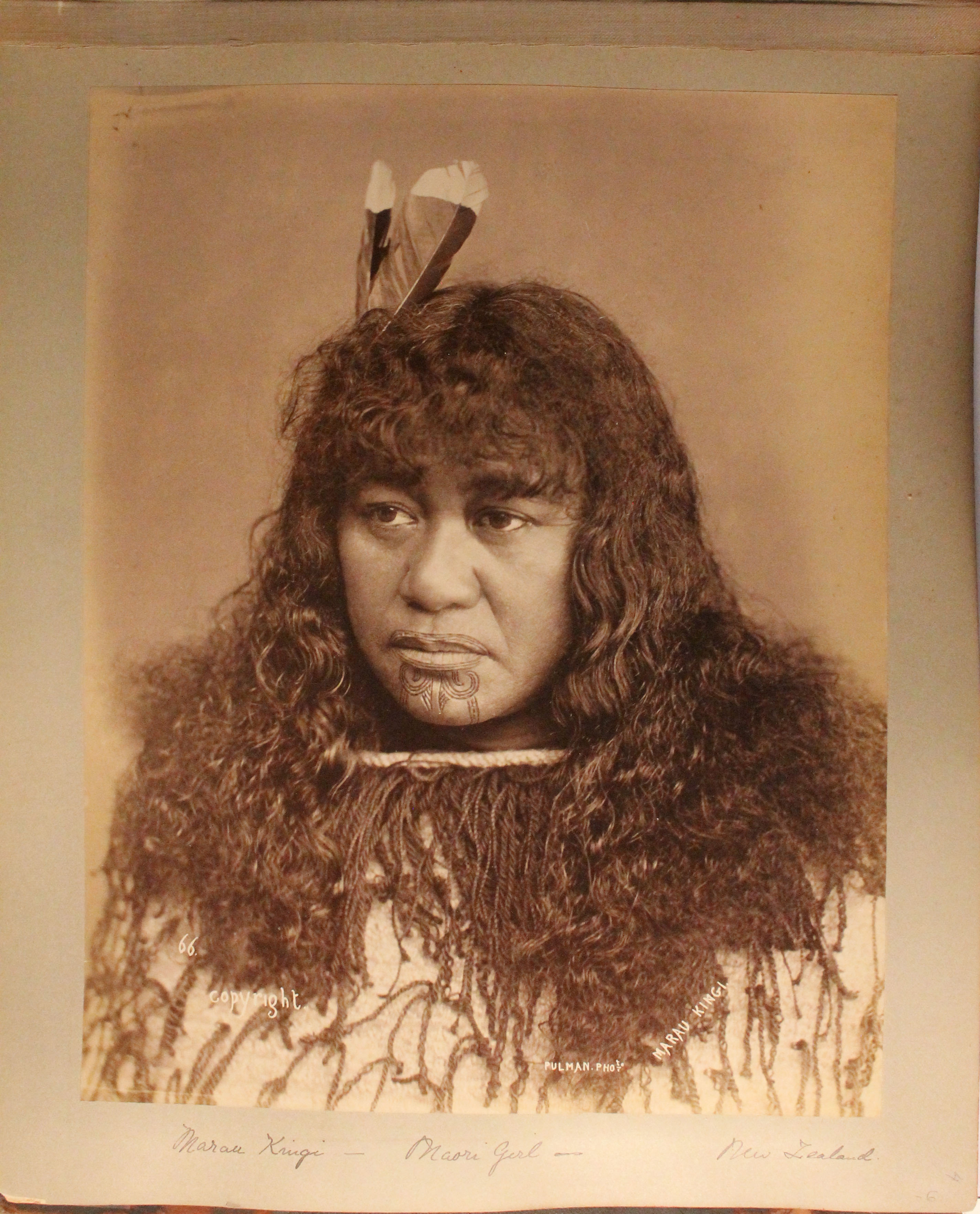
Maorská dívka, Marau Kingi, poses against a plain background. She has shoulder length hair decorated with feathers and facial
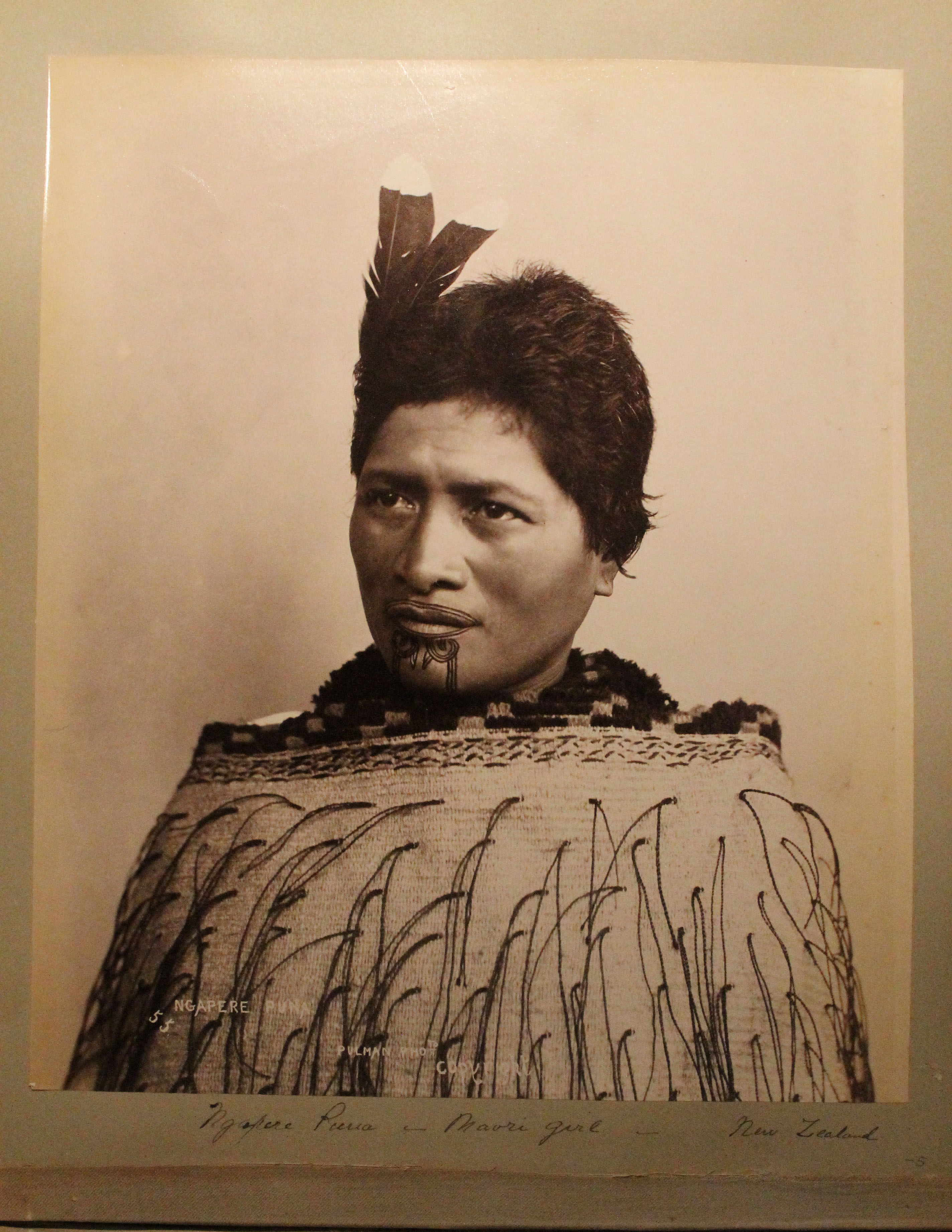
Maorská dívka, Ngapere Puna, poses against a plain background. She has short hair decorated with feathers and facial tattoos
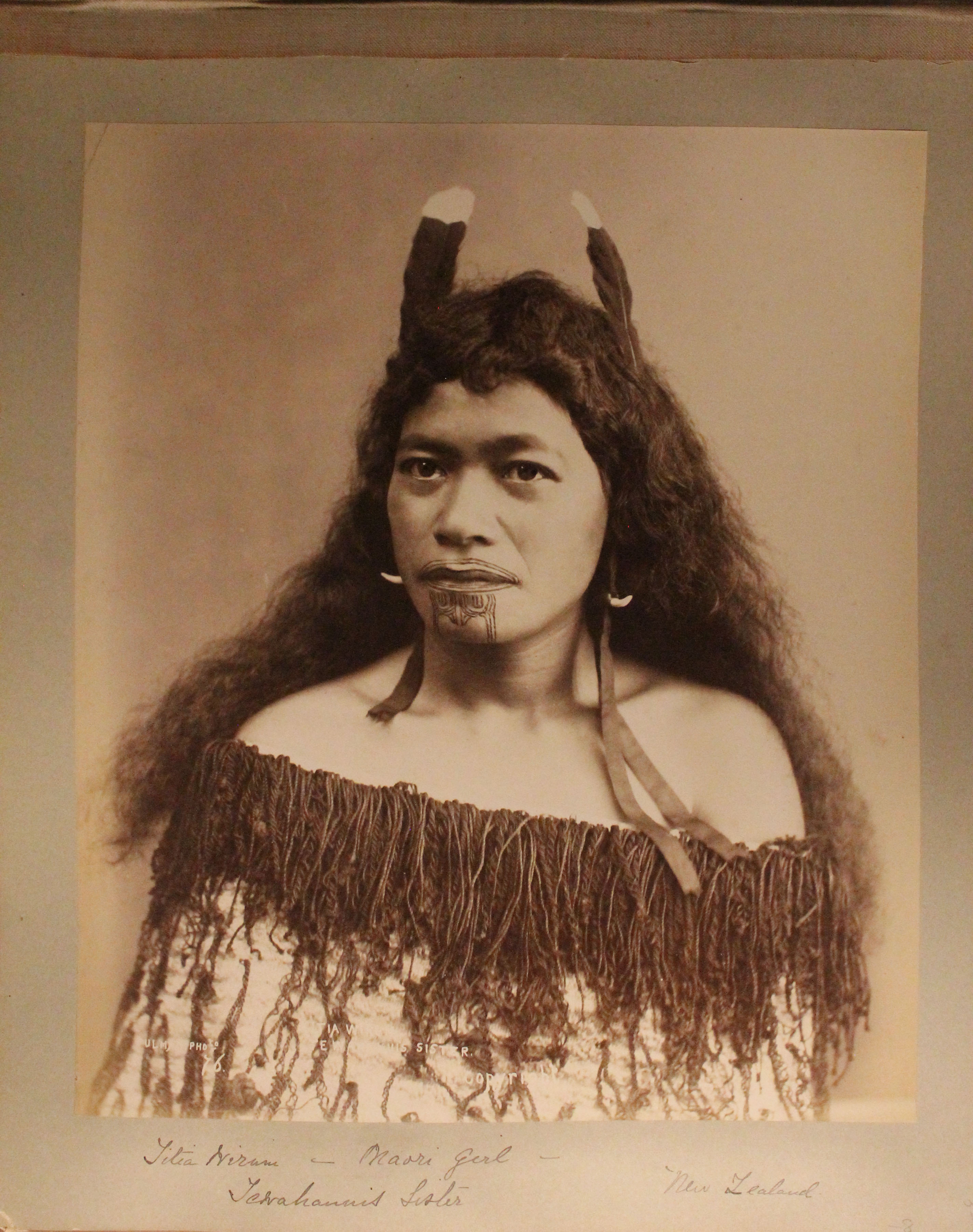
Maorská dívka, Titia Wikum (?), poses against a plain background. She has shoulder length hair decorated with feathers
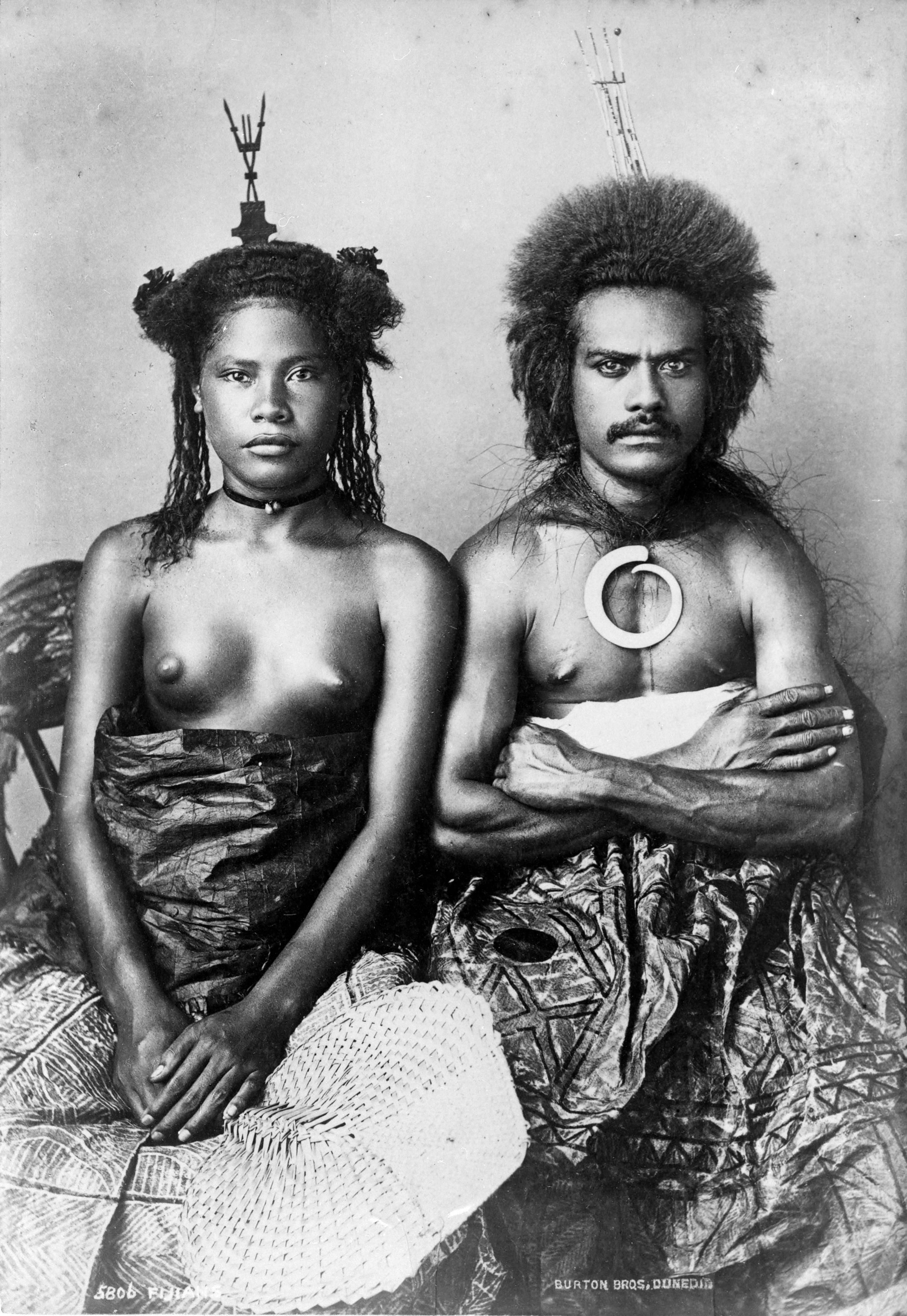
Fijian man and woman, 1884
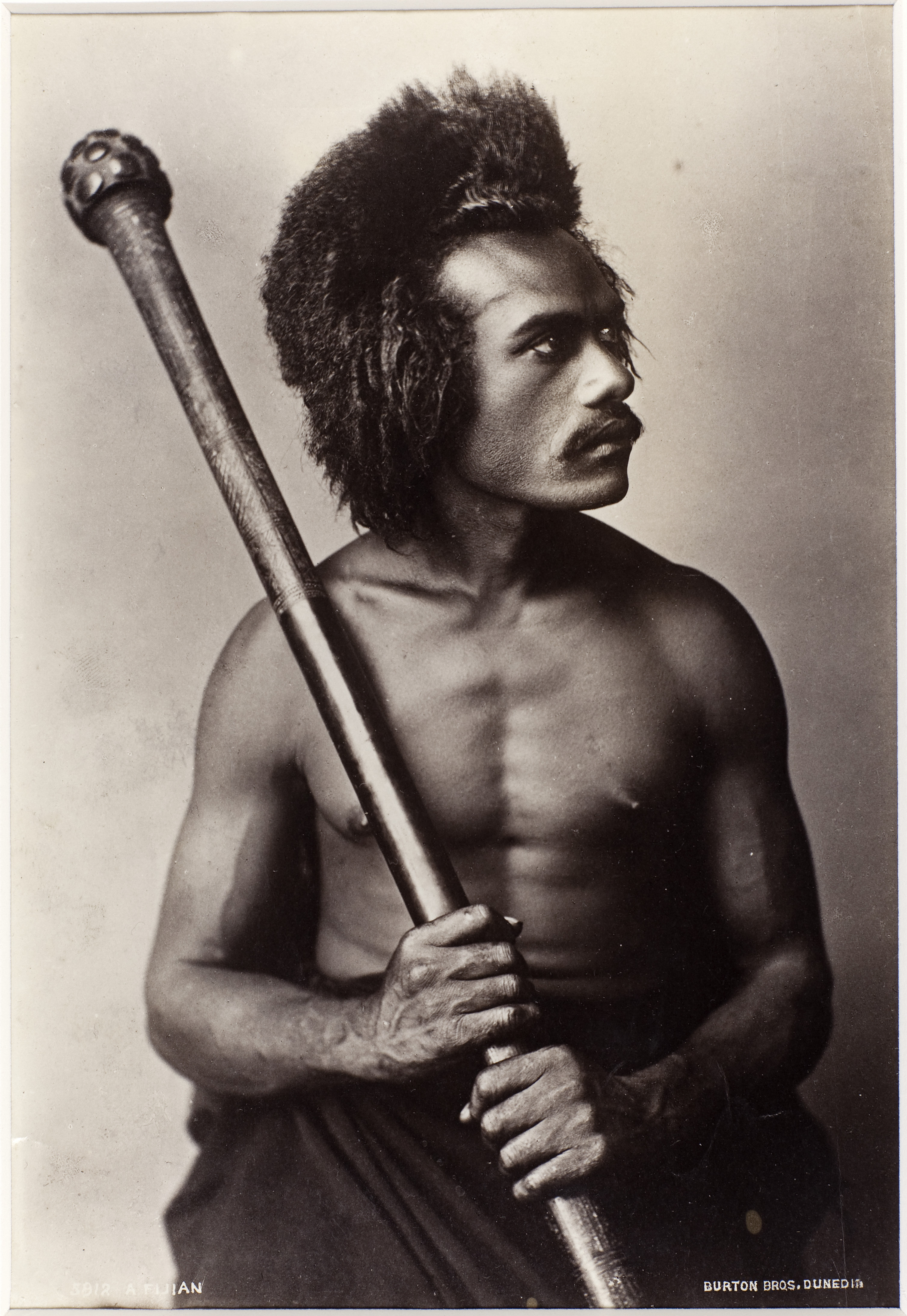
Fijian man holding a club, 1884, albumenový tisk
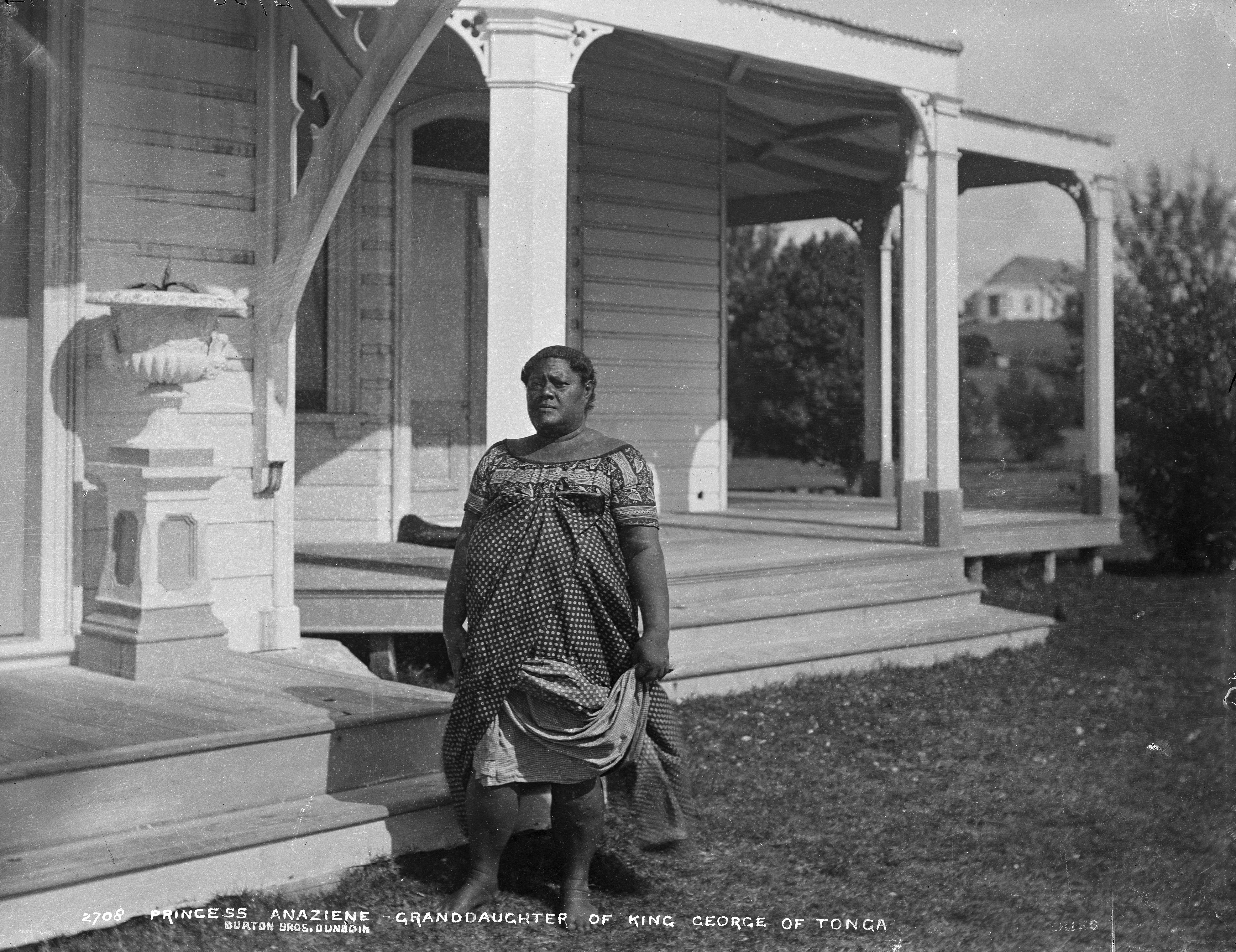
Princess Anaziene, granddaughter of Tupou I, 1884
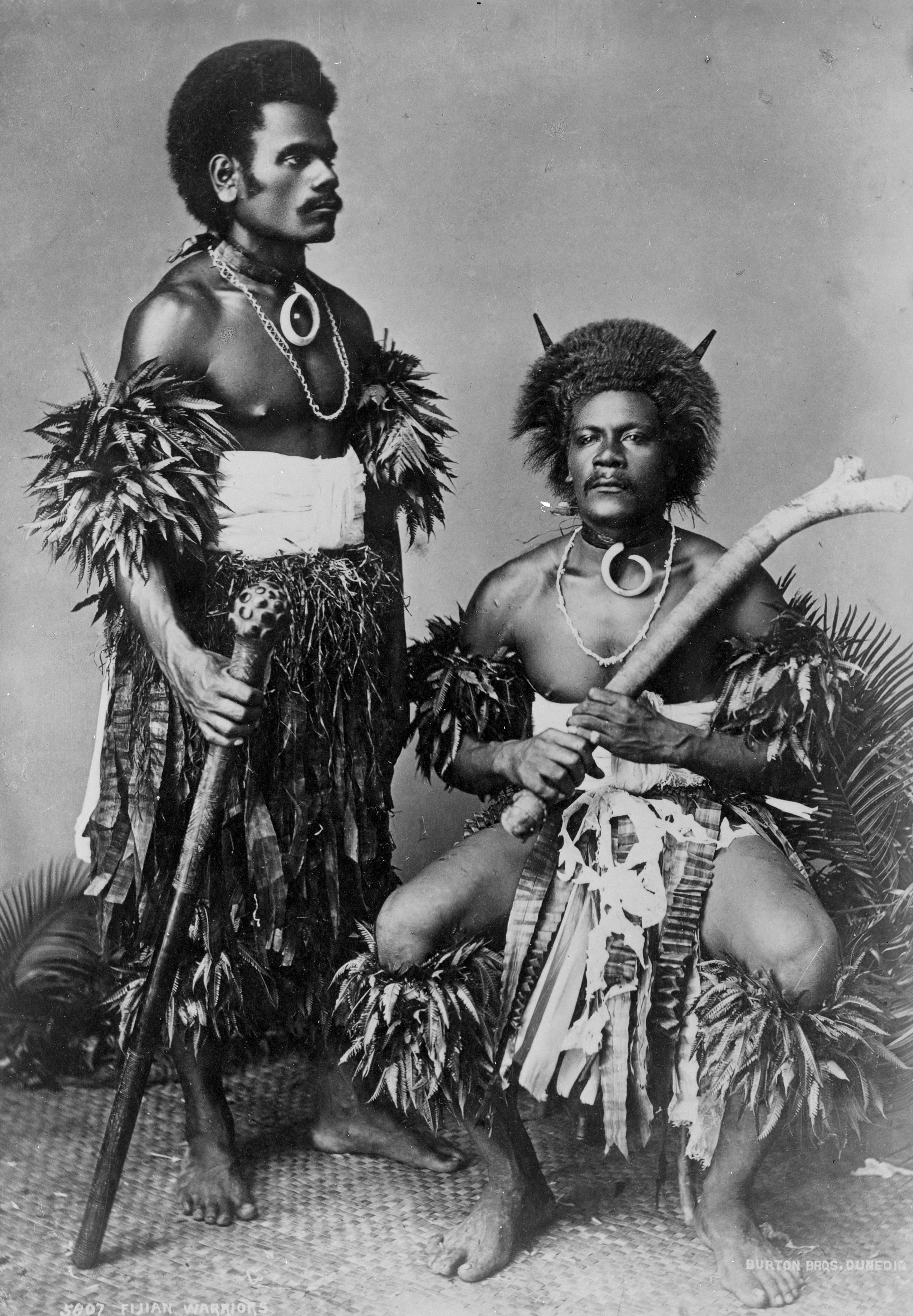
Two Fijian warriors, 1884
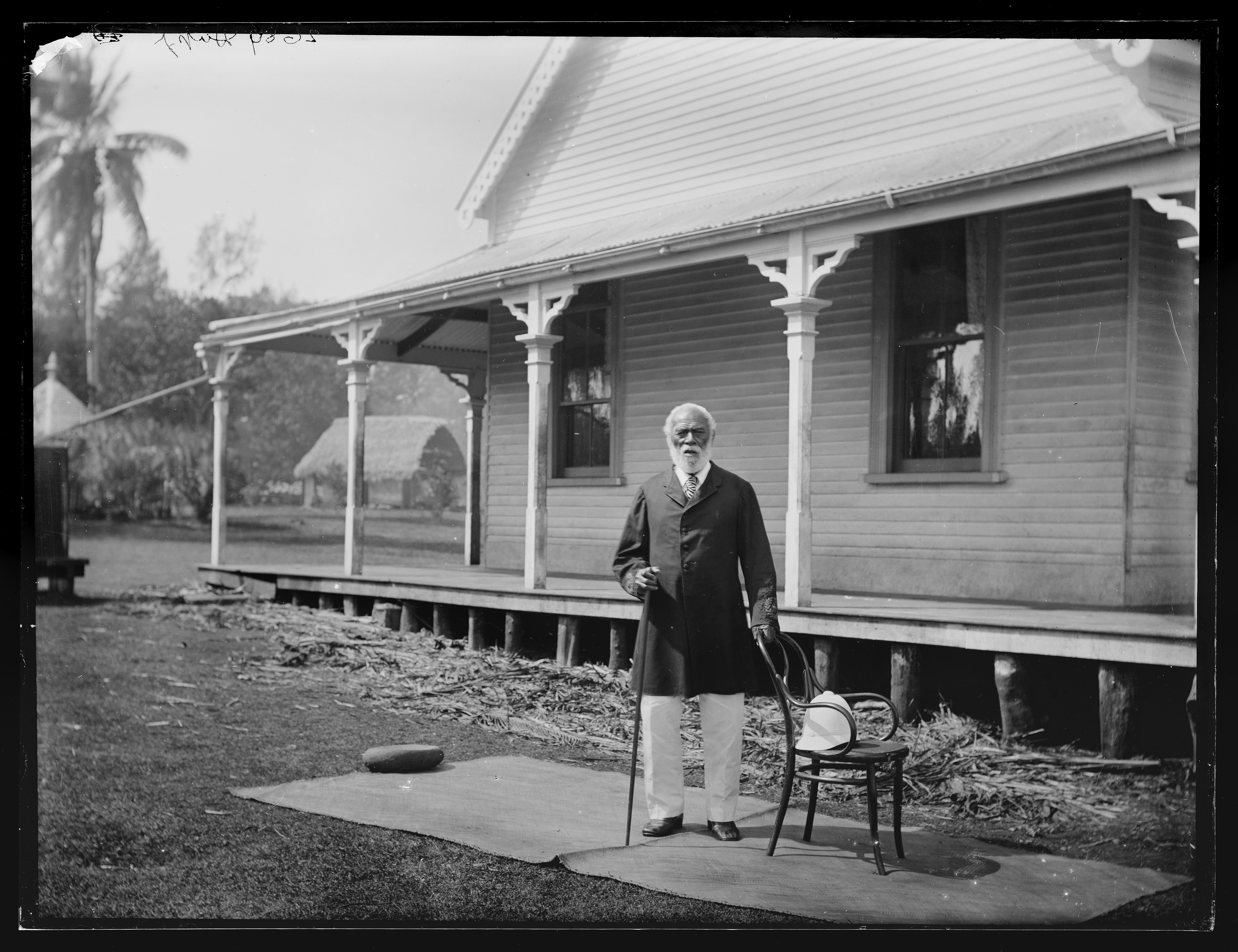
Semi-formal outdoor portrait of King George of Tonga, 86 years old, in front of the palace at Neiafu
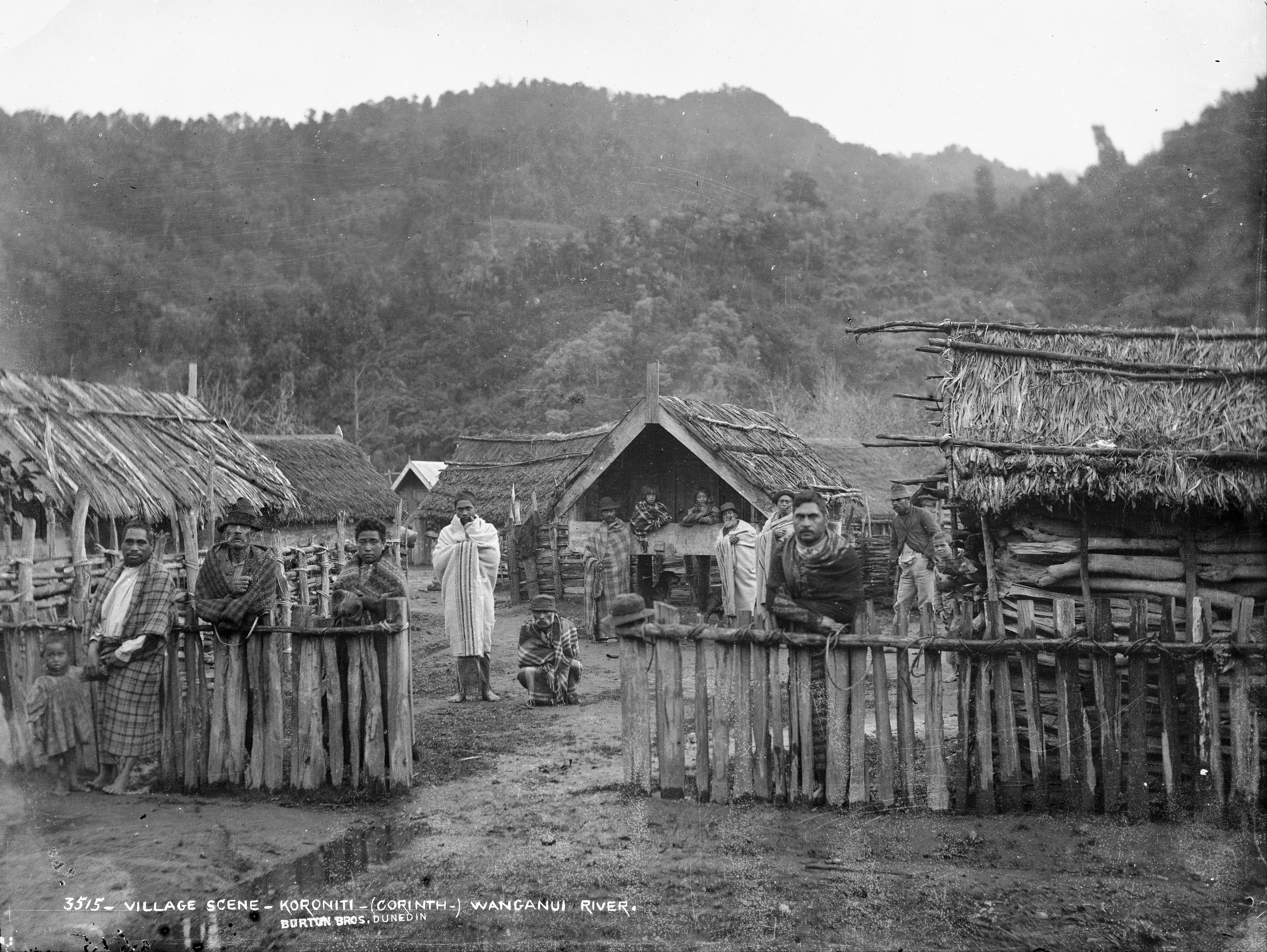
Village scene, Koriniti (Corinth), Wanganui (sic) River
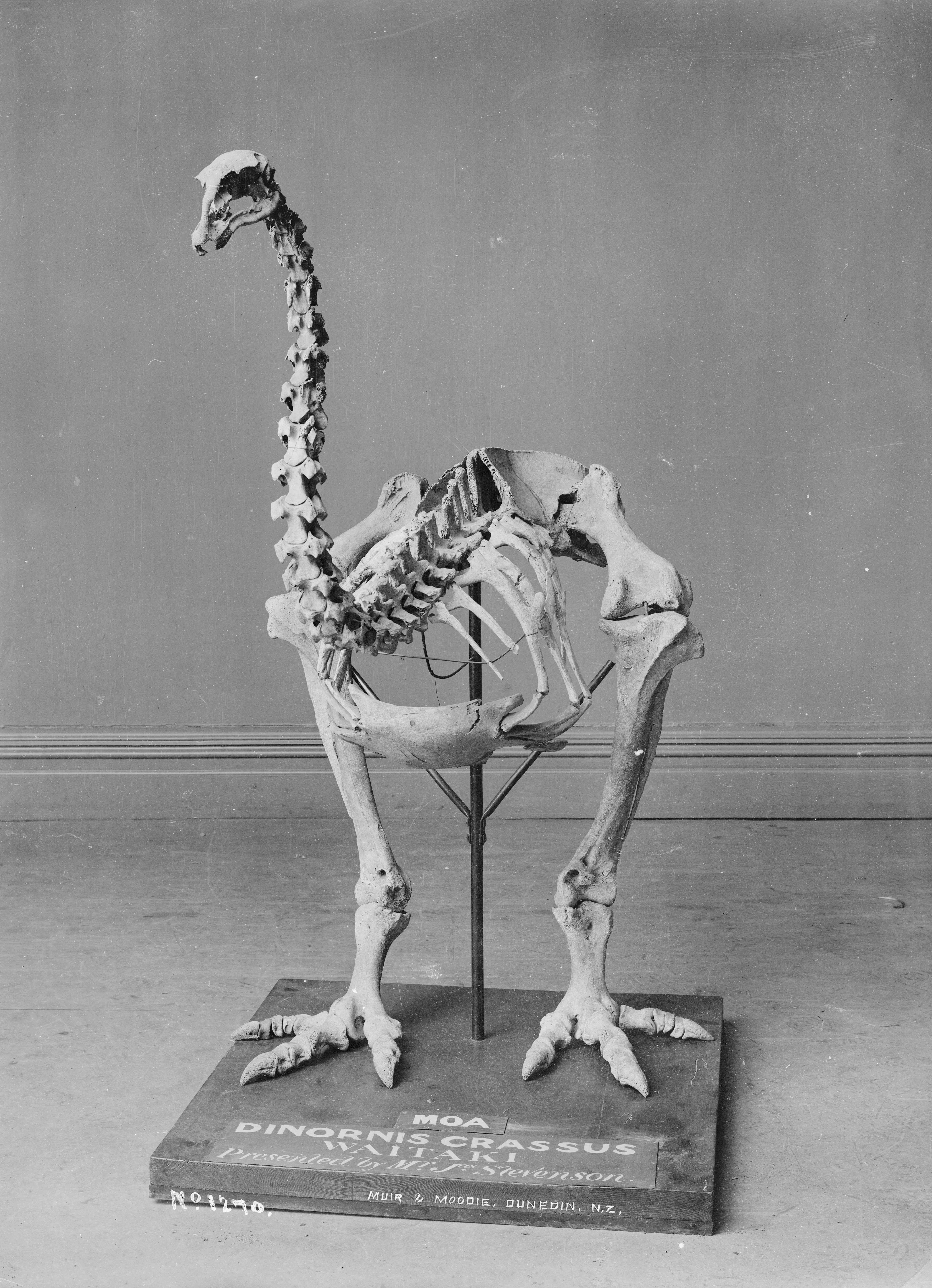
TePapa Moa-skeleton
TePapa Interior of Museum Dunedin
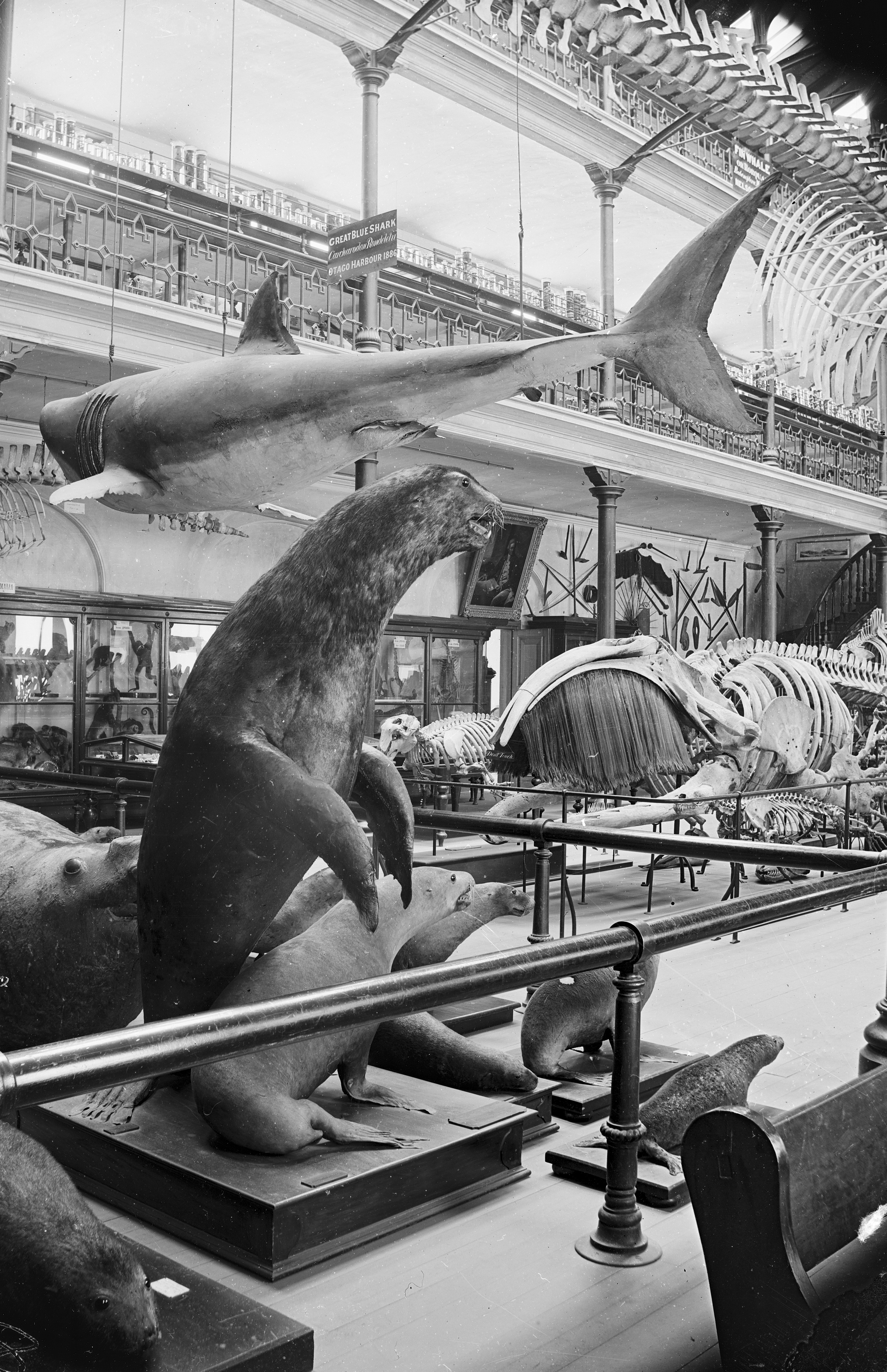
TePapa Interior of Otago Museum
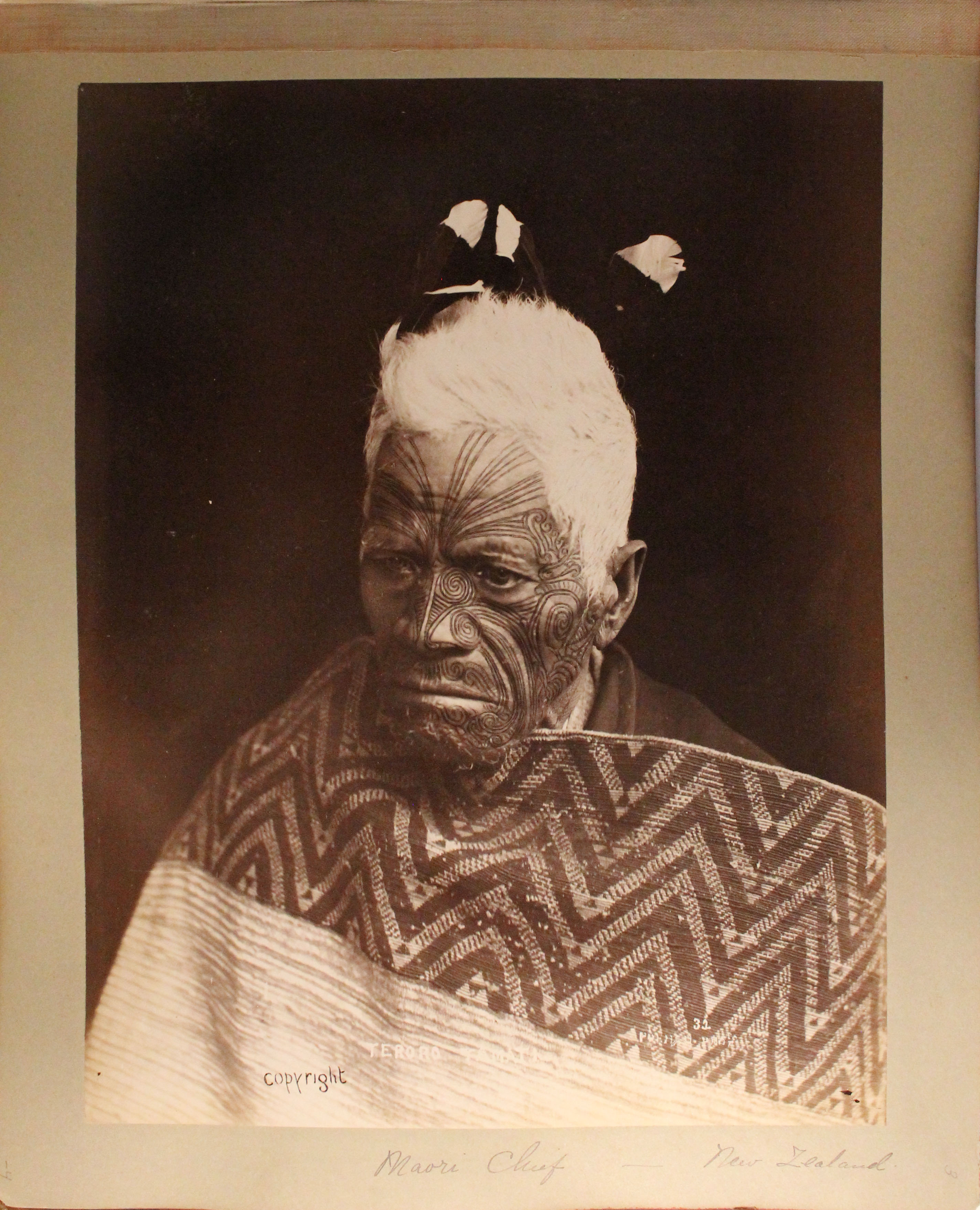
Maori chief, Teroro Tamatu, poses against a plain background. He has short, white hair decorated with feathers and extensive
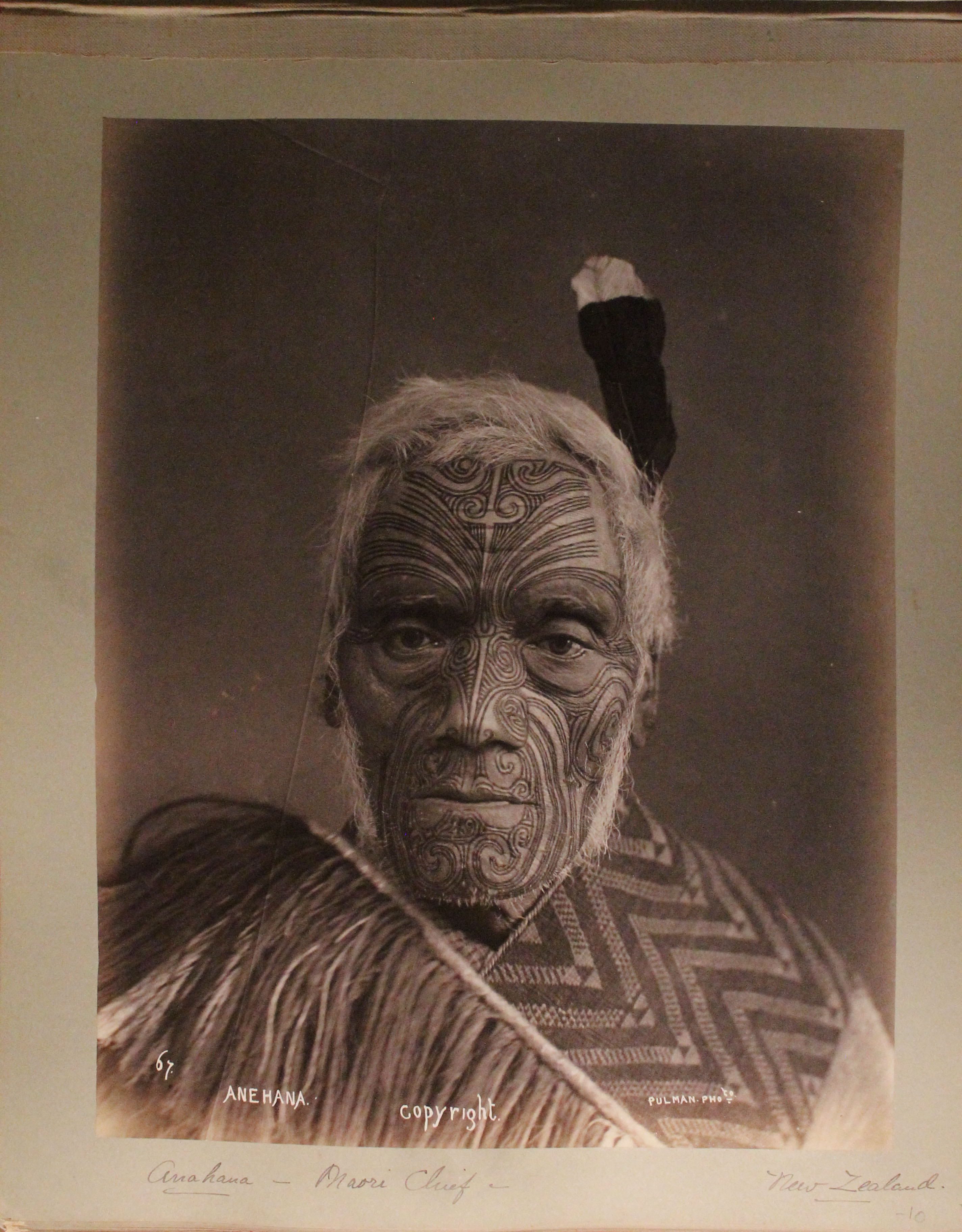
Maori chief, Anehana, poses against a plain background. He has a thin white beard, short, white hair decorated with a feather